# Paul Obambi
Pour les articles homonymes, voir Obambi.
 (mars 2013).
Paul Obambi, né le 13 décembre 1954 à Brazzaville, est un économiste et homme d’affaires congolais. Il est le fondateur et président directeur général de Sapro Group. Il est le Président de la Chambre de commerce, d'industrie, d'agriculture et des métiers (CCIAM) de Brazzaville depuis 1997. Début 2016, La Lettre du Continent le qualifie de 1er opérateur privé de la République du Congo.

## Formation
Étudiant à l'université Marien Ngouabi de Brazzaville[Quand ?], Paul Obambi s'est ensuite spécialisé en économie et analyse financière au Centre international de perfectionnement des cadres des postes et télécommunications de Toulouse avant d'obtenir un doctorat[Où ?]2016[Quand ?] en économie[réf. nécessaire].

## Parcours
Chef de division puis directeur de l’Office national des postes et télécommunications (ONPT) au Congo, Paul Obambi rejoindra en 1986 le groupe Pierre Otto Mbongo (GPOM) spécialisé à l’époque dans le corps gras, la peinture, l’avitaillement maritime, l’informatique, ou encore l’hôtellerie. GPOM comprenait 13 sociétés, entre Brazzaville et Pointe-Noire, mais aussi des filiales en Afrique du Sud et dans le sud de la France. Il démissionnera quatre ans plus tard. 
Ayant fait l'acquisition de la société des déménagements du Congo (DEMECO) en 1990, il la revendra pour créer la société Translo, première filiale de Sapro Group en 1992[réf. nécessaire] spécialisée dans le transit des matériels pétroliers et de la gestion du parc à conteneurs de Pointe-Noire.
Quand s’amorce la privatisation en 1994, il rachète la savonnerie Savco. L’année suivante, il étend ses activités aux BTP par la création de Génie civil, travaux et bâtiment (Getrab), qui s'est notamment chargé de la construction de la tour de l’ARC (Assurance et Réassurance du Congo), en association avec une entreprise italienne.
Fin 2007, il met la main sur Congo Oil, qui devient X-Congo Oil pour s’étendre à la distribution de produits pétroliers en République Démocratique du Congo. 

## Activités professionnelles
Paul Obambi a été élu puis réélu Président de la Chambre de commerce, d’industrie, d’agriculture et des métiers de Brazzaville dès 1998. 
Paul Obambi est le fondateur et Président Directeur Général de Sapro Group, conglomérat créé en 1992 dont la filiale energaz en fait partie.[réf. nécessaire].

## Distinctions
Paul Obambi a été décoré Grand Officier dans l'ordre national du Mérite de la République du Congo le 17 novembre 2006 à Brazzaville[réf. nécessaire].
Il est fait Chevalier de l'Ordre national du Lion du Sénégal à titre étranger le 13 décembre 2005.
Ce chef d’entreprise congolais figure dans le classement des 50 premiers managers africains pour l’année 2007.
Paul Obambi compte parmi les lauréats 2010 des « Bâtisseurs de l’Économie Africaine » dont la quatrième édition s’est tenue le 4 février 2010 à Abidjan.